# قائمة المجمعات الصناعية
فيما يلي قائمة بالمجمعات الصناعية.

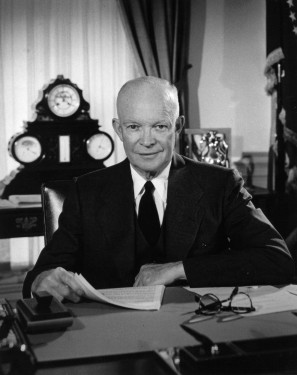
اشتهر الرئيس دوايت دي أيزنهاور بتحذيره من «المجمع الصناعي العسكري» في خطاب وداعه ، 17 يناير 1961.

المجمع الصناعي هو مفهوم اجتماعي اقتصادي حيث تصبح الشركات متشابكة في أنظمة أو مؤسسات اجتماعية أو سياسية، مما يخلق أو يعزز اقتصاد الربح من هذه الأنظمة.

## القائمة
- المجمع الصناعي العسكري
- مجمع صناعي حيواني
- مجمع السجن الصناعي
- مجمع صيدلاني-صناعي
- مجمع طبي صناعي
- مجمع المشاهير الصناعي
- مجمع السلام الصناعي
- مجمع الفقر الصناعي
- مجمع الدوائى الصناعى
- مجمع الأكاديمي الصناعي
- مجمع اصناعي الترفيهي
- Wedding-industrial complex
- مجمع الصناعي المدمج [الإنجليزية]
- مجمع الطلاق الصناعي
- مجمع صناعي للأطفال أو حفاضات الأطفال
- مجمع ديني صناعي
- مجمع رياضي صناعي
- مجمع الصناعي غير الربحي
- مجمع صناعي للمنظمات غير الحكومية